# Mondo
Un mondo (問答, xinès: wèndá) és una col·lecció de diàlegs curts entre un alumne i un rōshi (un mestre del budisme zen). El mondo consta de mon (preguntes) i do (respostes). L'estudiant pregunta alguna cosa que el preocupa i el mestre no respon amb la teoria o la lògica, sinó d'una manera que anima l'estudiant a aconseguir un nivell més profund de percepció.

## Exemples

### L'ego veritable i l'ego fals
Pregunta: 

- He llegit als llibres que existeix un ego fals i un de veritable. Què és l'ego veritable i què és l'ego fals? 

Resposta del mestre Kosen: 

- El veritable ego és fals.